# Ahmadu Bellostadion
Het Ahmadu Bellostadion is een multifunctioneel stadion in Kaduna, gelegen in de Nigeriaanse staat Kaduna. Het stadion is in 1965 ontworpen door twee Engelse architecten, Jane Drew en Maxwell Fry. Meestal wordt het gebruikt voor voetbalwedstrijden. Er is plaats voor 16.000 toeschouwers. 
Het stadion is vernoemd naar een voormalig politicus, Ahmadu Bello (1910–1966).
In 1999 werden er in dit stadion voetbalwedstrijden gespeeld voor het WK voetbal onder 20 jaar. Onder andere de achtste finale tussen Ghana en Costa Rica, kwartfinale tussen Spanje en Ghana en de halve finale tussen Mali en Spanje werden hier gespeeld. 